# Gornja Brda (Foča, BiH)
Gorja Brda su naseljeno mjesto u općini Foča, Republika Srpska, BiH. Popisano je kao samostalno naselje na popisu 1961., a na kasnijim popisima ne pojavljuje se, jer su 1962. Donja Brda pripojena Pauncima (Sl.list NRBiH, br.47/62) i s Ječmištima spojeni u naselje Gornja Brda koja su pripojena Susješnom (Sl.list NRBiH, br.47/62), a Gornja Brda su pripajanjem upravno ukinuta.

## Stanovništvo
| Narod     | Popis 1961. |
| --------- | ----------- |
| Hrvati    |             |
| Muslimani | 7           |
| Srbi      | 96          |
| ostali    |             |
| Ukupno    | 103         |

## Vanjske poveznice
- Dnevni avaz  Arhivirana inačica izvorne stranice od 12. srpnja 2017. (Wayback Machine) FOČA Električari se probijaju do zametenih sela (foto: Situacija najteža na području Gornjih Brda), Objavljeno: 08. ožujka 2015., Autor: Srna